# Хокинс, Конни
Корне́лиус (Ко́нни) Л. Хо́кинс (англ. Cornelius (Connie) L. Hawkins; 17 июля 1942, Бруклин, Нью-Йорк — 6 октября 2017) — профессиональный американский баскетболист, выступавший в Американской баскетбольной лиге (АБЛ), Американской баскетбольной ассоциации (АБА) и Национальной баскетбольной ассоциации (НБА), а также в знаменитой выставочной команде «Гарлем Глобтроттерс». Одним из первых игроков в баскетболе исполнял бросок сверху в разнообразных вариациях. Конни Хокинс в чемпионский год в АБА выиграл награды «Самому ценному игроку АБА» и «Самому ценному игроку плей-офф АБА», а с первого сезона в НБА четырежды вызывался на Матч всех звёзд. Избран в Зал славы баскетбола и в сборную всех времён АБА.

## Ранние годы и колледж
Конни родился в бруклинском районе Бедфорд—Стёйвесант и учился в местной школе Boys High School. Уже с 11 лет Хокинс умел исполнять броски сверху, что поражало многих болельщиков и специалистов. Играя со старших классов за школьную команду, он привёл её к чемпионству штата в свой последний год и при этом набирал в среднем 25,5 очка за игру.
Перед сезоном 1960/61 из многих предложений баскетболист принимает стипендию от Айовского университета. В первый год выступлений во второй университетской команде (по тогдашним правилам NCAA первокурсникам запрещено было играть за основную команду колледжа, чтобы этим не отвлекать от учёбы) в США разразился скандал со ставками и договорными матчами, в котором были замешаны и «Айова Хокайз». Имя Хокинса было указано в показаниях некоторых участников дела. Несмотря на то, что Хокинс и его адвокат на суде доказали непричастность игрока к сговору, скандал от дела для университета был серьёзным ударом по их имиджу. В итоге Хокинса выгнали из университета Айовы, а другие колледжи отказались платить стипендию, чем закрыли ему дорогу в НБА. На то время молодая лига дорожила своей репутацией и запрещала подписывать контракты с игроками, замеченными в скандалах с договорными матчами.

## Профессиональная карьера

### Годы до НБА
В 19-летнем возрасте Хокинс подписывает соглашение с командой новосозданной АБЛ «Питтсбург Ренс». По итогам своего первого сезона он получает награду «Самому ценному игроку», а в следующем АБЛ прекращает своё существование, как и все её команды. Хокинс переходит во всеамериканский выставочный клуб «Гарлем Глобтроттерс», которые не могли предложить достойных ему соперников, но платили неплохие деньги по контракту. Во время выступлений за «Глобтроттерс» Конни Хокинс подал иск на $ 6 млн против НБА, утверждая незаконность запрета участия в лиге без каких-либо доказательств вины баскетболиста. Позже адвокаты Хокинса предложили ему играть в новой альтернативной НБА Американской баскетбольной ассоциации, и после трёх лет путешествий за Гарлем Конни подписывает контракт с «Питтсбург Пайперз». Закончив сезон лидерами регулярного сезона, «Пайперз» со статистикой 54—24, стали в итоге первыми чемпионами АБА, обыграв в седьмом матче финала «Нью-Орлеан Буканнирз», а Хокинс первым «Самым ценным игроком» и «Самым ценным игроком плей-офф» лиги с 26,8 очка (высший результат сезона) и 13,5 подбора в среднем за игру. Перед следующим сезоном команда переехала в Миннесоту и изменила своё название на «Миннесота Кондорс», а для Хокинса этот сезон стал неполным в связи с травмой, из-за которой он пропустил и Матч всех звёзд. Но лучшая в карьере результативность в 30,2 очка и 11,4 подбора в среднем за матч всё также помогают игроку, проводившему по контракту последний год, войти в состав сборной всех звёзд АБА, но «Кондорс» проиграли в первом же раунде «Майами Флоридианс».
НБА урегулировала вопрос с Хокинсом, выплатив тому компенсацию в размере $ 1,3 млн, а также позволила подписать перед сезоном 1969/70 соглашение с «Финикс Санз» на расширение после такого прошлого драфта.

### НБА
Сыграв первую игру в НБА только в 27 лет, Конни становится лидером «Санз» (24,6 очка и 10,4 подбора в среднем за игру и первая сборная всех звёзд НБА). В первом сезоне вместе с партнёрами Гейлом Гудричем и Диком ван Эрсдейлом выводит «Финикс» в плей-офф, где они проигрывают в седьмом поединке серии «Лос-Анджелес Лейкерс», в котором Хокинс набрал 44 очка и сделал 20 подборов, 8 передач, 5 блок-шотов и 5 перехватов.
В следующих трёх сезонах, как и первом, Хокинса вызывают на Матч всех звёзд, однако после ухода Гудрича и поочерёдного прихода в «Санз» Нила Уолка, Пола Сайласа и Чарли Скотта команда так и ни разу не выходила в плей-офф, а результативность Конни уменьшилась со снижением роли в команде в неполном последнем сезоне 1973/74 достигнув отметки 11,3 очка за игру. Остальные 71 игру сезона Хокинс провёл в «Лос-Анджелес Лейкерс».
В переживающем смену поколений «Лейкерс» Конни Хокинс сначала играл основного тяжёлого форварда и набирал в среднем более 12 очков. Однако со следующего сезона он стал ролевым игроком и по его окончании Хокинс переходит в «Атланта Хокс», в составе которых и завершает профессиональную карьеру игрока.

## Статистика

### Статистика в НБА
| Сезон                                                                                    | Команда | Регулярный сезон | Регулярный сезон | Регулярный сезон | Регулярный сезон | Регулярный сезон | Регулярный сезон | Регулярный сезон | Регулярный сезон | Регулярный сезон | Регулярный сезон | Регулярный сезон | Серия плей-офф | Серия плей-офф | Серия плей-офф | Серия плей-офф | Серия плей-офф | Серия плей-офф | Серия плей-офф | Серия плей-офф | Серия плей-офф | Серия плей-офф | Серия плей-офф |
| Сезон                                                                                    | Команда | GP               | GS               | MPG              | FG%              | 3P%              | FT%              | RPG              | APG              | SPG              | BPG              | PPG              | GP             | GS             | MPG            | FG%            | 3P%            | FT%            | RPG            | APG            | SPG            | BPG            | PPG            |
| ---------------------------------------------------------------------------------------- | ------- | ---------------- | ---------------- | ---------------- | ---------------- | ---------------- | ---------------- | ---------------- | ---------------- | ---------------- | ---------------- | ---------------- | -------------- | -------------- | -------------- | -------------- | -------------- | -------------- | -------------- | -------------- | -------------- | -------------- | -------------- |
| 1969/70                                                                                  | Финикс  | 81               |                  | 40,9             | 49,0             |                  | 77,9             | 10,4             | 4,8              |                  |                  | 24,6             | 7              |                | 46,9           | 41,3           |                | 81,8           | 13,9           | 5,9            |                |                | 25,4           |
| 1970/71                                                                                  | Финикс  | 71               |                  | 37,5             | 43,4             |                  | 81,6             | 9,1              | 4,5              |                  |                  | 20,9             | Не участвовал  | Не участвовал  | Не участвовал  | Не участвовал  | Не участвовал  | Не участвовал  | Не участвовал  | Не участвовал  | Не участвовал  | Не участвовал  | Не участвовал  |
| 1971/72                                                                                  | Финикс  | 76               |                  | 36,8             | 45,9             |                  | 80,7             | 8,3              | 3,9              |                  |                  | 21,0             | Не участвовал  | Не участвовал  | Не участвовал  | Не участвовал  | Не участвовал  | Не участвовал  | Не участвовал  | Не участвовал  | Не участвовал  | Не участвовал  | Не участвовал  |
| 1972/73                                                                                  | Финикс  | 75               |                  | 36,9             | 47,9             |                  | 79,7             | 8,5              | 4,1              |                  |                  | 16,1             | Не участвовал  | Не участвовал  | Не участвовал  | Не участвовал  | Не участвовал  | Не участвовал  | Не участвовал  | Не участвовал  | Не участвовал  | Не участвовал  | Не участвовал  |
| 1973/74                                                                                  | Финикс  | 8                |                  | 27,9             | 48,6             |                  | 66,7             | 5,4              | 3,5              | 1,0              | 0,4              | 11,3             | Не участвовал  | Не участвовал  | Не участвовал  | Не участвовал  | Не участвовал  | Не участвовал  | Не участвовал  | Не участвовал  | Не участвовал  | Не участвовал  | Не участвовал  |
| 1973/74                                                                                  | Лейкерс | 71               |                  | 35,7             | 50,2             |                  | 77,2             | 7,4              | 5,3              | 1,5              | 1,1              | 12,8             | 5              |                | 34,4           | 35,0           |                | 80,0           | 8,0            | 3,2            | 1,4            | 0,2            | 10,8           |
| 1974/75                                                                                  | Лейкерс | 43               |                  | 23,9             | 42,9             |                  | 68,7             | 4,6              | 2,8              | 1,2              | 0,5              | 8,0              | Не участвовал  | Не участвовал  | Не участвовал  | Не участвовал  | Не участвовал  | Не участвовал  | Не участвовал  | Не участвовал  | Не участвовал  | Не участвовал  | Не участвовал  |
| 1975/76                                                                                  | Атланта | 74               |                  | 25,8             | 44,7             |                  | 71,2             | 6,0              | 2,9              | 1,1              | 0,6              | 8,2              | Не участвовал  | Не участвовал  | Не участвовал  | Не участвовал  | Не участвовал  | Не участвовал  | Не участвовал  | Не участвовал  | Не участвовал  | Не участвовал  | Не участвовал  |
|                                                                                          | Всего   | 499              |                  | 34,5             | 46,7             |                  | 78,5             | 8,0              | 4,1              | 1,2              | 0,8              | 16,5             | 12             |                | 41,7           | 39,5           |                | 81,5           | 11,4           | 4,8            | 1,4            | 0,2            | 19,3           |
| Наведите курсор мыши на аббревиатуры в заголовке таблицы, чтобы прочесть их расшифровку. |         |                  |                  |                  |                  |                  |                  |                  |                  |                  |                  |                  |                |                |                |                |                |                |                |                |                |                |                |